# Oleandra coriacea
Oleandra coriacea är en ormbunkeart som beskrevs av Edwin Bingham Copeland. Oleandra coriacea ingår i släktet Oleandra och familjen Oleandraceae. Inga underarter finns listade.